# Siri paya

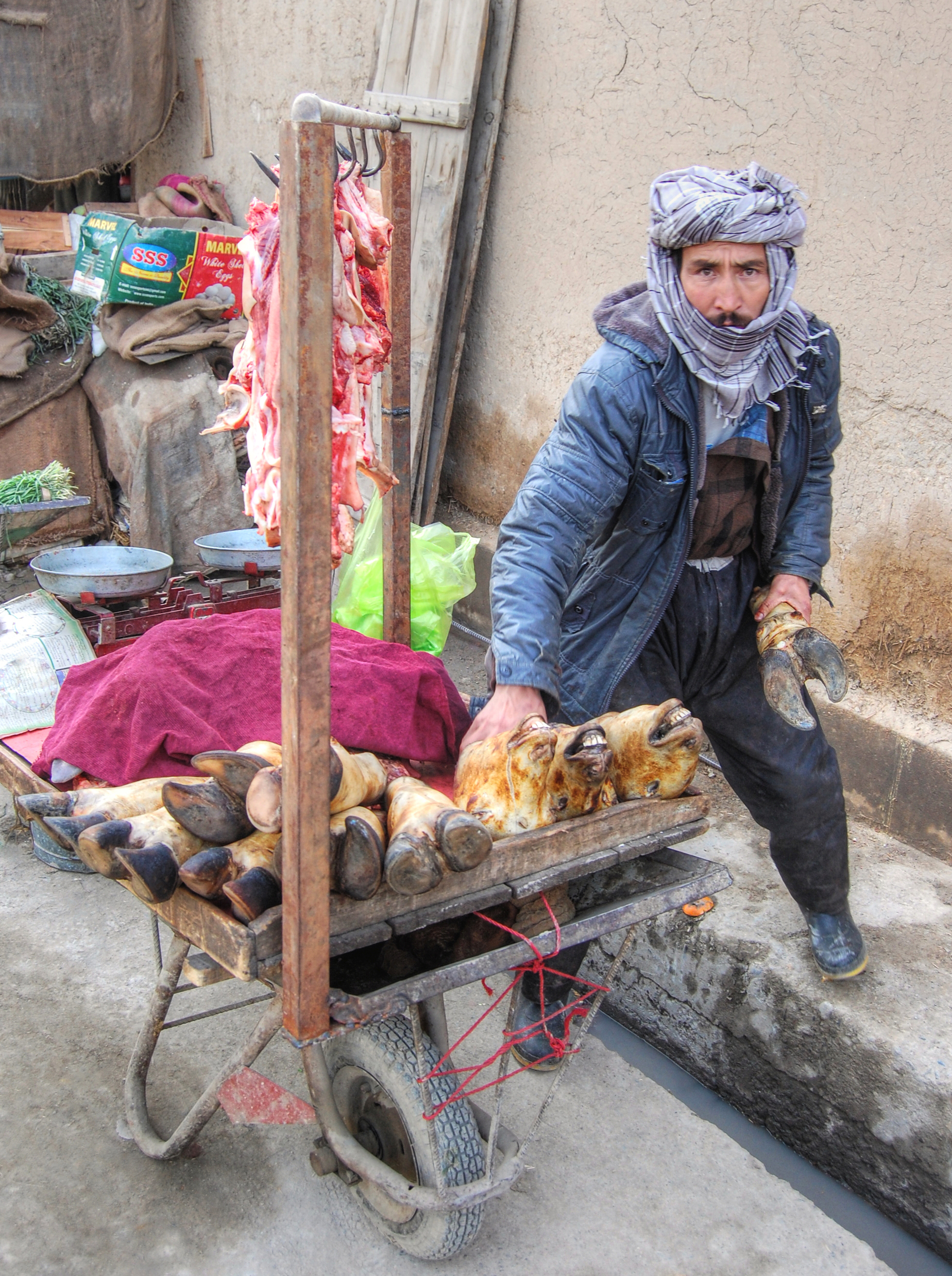
Vendedor ambulante en Peshawar vendiendo ingredientes para Siri paya de cabra.

Paya (urdú:پایا) es un platillo de desayuno tradicional de Pakistán. También se lo sirve en ocasión de festivales , fiestas y como homenaje a huéspedes distinguidos. Paya significa pata en Urdú o Hindi.
Los principales ingredientes de este platillo, tipo guiso o sopa son las patas o pezuñas de vaca, cabra o cordero, cocidas con diversas especies.

## Receta
La base de la sopa se prepara con cebollas salteadas, tomates y ajo a lo cual se agregan diversas especies basadas en curry. A ello se agregan las patas de animal, y la mezcla es cocida a fuego lento durante varias horas (por lo general durante una noche). En la actualidad se utilizan cacerolas de presión lo cual permite disminuir el tiempo de cocción.
Antiguamente se utilizaba leña o carbón para cocinar, las mujeres comenzaban a preparar este platillo durante la noche y cocerlo lentamente sobre las brasas hasta la mañana. Este platillo por lo general se lo consume como desayuno durante los meses de invierno acompañándose de naan.
El platillo es servido acompañado con trocitos de jengibre y hojas de cilantro fresco junto con rodajas de limón.